# Brantôme (cheval)
Brantôme (1931-1952) est un cheval de course pur-sang. Invaincu à 2 et 3 ans, il remporte le Prix de l'Arc de Triomphe en 1934.    

## Carrière de course
Élevé par Édouard de Rothschild dans son Haras de Meautry, Brantôme ne connait pas la défaite à l'âge de 2 ans, avec à la clé le grand chelem dans les trois grandes courses françaises réservées à cet âge, le Prix Robert Papin, le Prix Morny et le Grand Critérium. Favori des classiques du printemps, il poursuit sa série et en remporte un premier, la Poule d'Essai des Poulains. Vainqueur ensuite du Prix Lupin, il doit garder le box le jour du Prix du Jockey Club, victime d'une mauvaise toux. On le retrouve à l'automne, où il démontre son aptitude à la distance en montant avec succès sur les 3 000 mètres du Prix Royal Oak. Le Prix de l'Arc de Triomphe lui tend les bras et Brantôme ne se fait pas prier pour y trouver une consécration plus que méritée. Invaincu et lauréat de l'Arc, il peut se targuer d'être le meilleur cheval du monde. 
L'invincible Brantôme revient à 4 ans avec un programme axé sur les longues distances. Et ne semble toujours pas devoir trouver plus fort que lui. Sa prestation dans le Prix du Cadran, où il gagne d'un boulevard (quinze longueurs à l'arrivée) aura convaincu les derniers sceptiques, s'il en restait. Pour assoir sa suprématie, Brantôme va défier les Anglais sur leur terrain, dans la célèbre Gold Cup, l'un des points d'orgue  du meeting de Royal Ascot. Mais onze jours avant la course, grosse frayeur : le cheval s'échappe des écuries et se lance dans une folle chevauchée qui l'entraîne jusque dans les rues du centre-ville de Chantilly, il glisse sur les pavés, arrache trois de ses fers, manque de se cogner partout, affolé, et finit avec une grosse coupure. Malgré cette horrible mésaventure, qui a certes peu atteint le cheval physiquement, mais a pu grandement l'affaiblir sur le plan mental, Brantôme est quand même envoyé à Ascot. Erreur sans doute, car il sombre complètement, terminant cinquième à distance et perdant son invincibilité après onze victoires d'affilée. 
Laissé au repos tout l'été, Brantôme réapparaît en septembre et rassure en s'imposant dans le Prix du Prince d'Orange, montrant qu'il bien récupéré de toute l'agitation du mois de juin. Le voilà en route pour un doublé dans l'Arc. Pourtant, ce n'est plus tout à fait le même cheval. Anticipant sur son futur métier d'étalon, il se cale bien derrière un trio de pouliches dont la jeune et jolie Corrida, elle-même réputée s'intéresser davantage à l'élevage qu'à la compétition, et refuse de la dépasser. C'est donc sur une quatrième place qu'il se retire au haras, une sortie en demi-teinte pour celui qui fut assurément l'un des meilleurs chevaux français de l'histoire. Il est d'ailleurs admis au Hall of Fame des courses françaises lors de sa création en 2025.  

### Résumé de carrière
| Date         | Hippodrome       | Pays        | Course                     | Distance    | Jockey           | Place       | Écart       | Vainqueur ou deuxième |
| 1933, 2 ans  | 1933, 2 ans      | 1933, 2 ans | 1933, 2 ans                | 1933, 2 ans | 1933, 2 ans      | 1933, 2 ans | 1933, 2 ans | 1933, 2 ans           |
| ------------ | ---------------- | ----------- | -------------------------- | ----------- | ---------------- | ----------- | ----------- | --------------------- |
| 15 juin      | Longchamp        | France      | Prix de Martinvas          | 1 000 m     | Charles Bouillon | 1er         | 1           | ―                     |
| Juillet      | Maisons-Laffitte | France      | Prix Robert Papin          | 1 200 m     | Charles Bouillon | 1er         | 2           | Messtal               |
| Août         | Deauville        | France      | Prix Morny                 | 1 200 m     | Charles Bouillon | 1er         | 1 ½         | Fanar                 |
| Octobre      | Longchamp        | France      | Grand Critérium            | 1 600 m     | Charles Bouillon | 1er         | 1 ½         | Sa Parade             |
| 1934, 3 ans  |                  |             |                            |             |                  |             |             |                       |
| 3 mai        | Longchamp        | France      | Prix de Sèvres             | 1 600 m     | Charles Bouillon | 1er         | 6           | Aviso                 |
| Mai          | Longchamp        | France      | Poule d'Essai des Poulains | 1 600 m     | Charles Bouillon | 1er         | 3           | Admiral Drake         |
| Mai          | Longchamp        | France      | Prix Lupin                 | 2 100 m     | Charles Bouillon | 1er         | 2 ½         | Shining Tor           |
| 17 septembre | Longchamp        | France      | Prix Royal Oak             | 3 000 m     | Charles Bouillon | 1er         | enc.        | Astrophel             |
| 7 octobre    | Longchamp        | France      | Prix de l'Arc de Triomphe  | 2 400 m     | Charles Bouillon | 1er         | 2           | Assuerus              |
| 1935, 4 ans  |                  |             |                            |             |                  |             |             |                       |
| Mai          | ―                | France      | Prix Edgar GIllois         | 3 800 m     | Charles Bouillon | 1er         | 2 ½         | ―                     |
| Mai          | Longchamp        | France      | Prix du Cadran             | 4 000 m     | Charles Bouillon | 1er         | 15          | Randigen              |
| Juin         | Ascot            | Royaume-Uni | Gold Cup                   | 4 000 m     | Charles Bouillon | 5e          | ―           | Tiberius              |
| Septembre    | Longchamp        | France      | Prix du Prince d'Orange    | 2 000 m     | Charles Bouillon | 1er         | ―           | ―                     |
| 6 octobre    | Longchamp        | France      | Prix de l'Arc de Triomphe  | 2 400 m     | Charles Bouillon | 4e          | 2           | Samos                 |

## Au haras
Retiré au haras de Meautry, Brantôme fut enlevé par les nazis, comme six cents des meilleurs pur-sang français. Il ne traça pas en Allemagne, alors qu'à son retour il devint un étalon à succès, surtout grâce à son meilleur fils Vieux Manoir, vainqueur du Grand Prix de Paris, deuxième du St Leger et excellent reproducteur, père de mère de All Along, Ivanjica ou encore de Val de Loire, trois fois tête de liste des étalons en France, père de Le Haar (d'où Exbury) et père de mère de Shergar.  
Brantôme meurt en 1952, victime d'une maladie des reins. 

## Origines
Brantôme est le meilleur produit du grand étalon Blandford, qui eut de nombreux bons produits, parmi lesquels quatre Derby-winners : Trigo, Blenheim (qui allait devenir un étalon influent), Bahram (qui remporta la Triple Couronne britannique) et Windsor Lad. Vitamine, la mère, était une lauréate du Prix Jacques Le Marois avant de devenir une poulinière hors normes puisqu'elle est également l'autrice de la jument Crudité, qui remporta face aux mâles le Grand Prix de Paris 1935.

### Pedigree
| Origines de Brantôme (FR), mâle bai né en 1931 | Origines de Brantôme (FR), mâle bai né en 1931 | Origines de Brantôme (FR), mâle bai né en 1931 | Origines de Brantôme (FR), mâle bai né en 1931 |
| ---------------------------------------------- | ---------------------------------------------- | ---------------------------------------------- | ---------------------------------------------- |
| Père Blandford                                 | Swynford                                       | John O'Gaunt                                   | Isinglass                                      |
| Père Blandford                                 | Swynford                                       | John O'Gaunt                                   | La Flèche                                      |
| Père Blandford                                 | Swynford                                       | Canterbury Pilgrim                             | Tristan                                        |
| Père Blandford                                 | Swynford                                       | Canterbury Pilgrim                             | Pilgrimage                                     |
| Père Blandford                                 | Blanche                                        | White Eagle                                    | Gallinule                                      |
| Père Blandford                                 | Blanche                                        | White Eagle                                    | Merry Gal                                      |
| Père Blandford                                 | Blanche                                        | Black Cherry                                   | Bendigo                                        |
| Père Blandford                                 | Blanche                                        | Black Cherry                                   | Black Duchess                                  |
| Mère Vitamine                                  | Clarrissimus                                   | Radium                                         | Bend Or                                        |
| Mère Vitamine                                  | Clarrissimus                                   | Radium                                         | Taia                                           |
| Mère Vitamine                                  | Clarrissimus                                   | Quintessence                                   | St Frusquin                                    |
| Mère Vitamine                                  | Clarrissimus                                   | Quintessence                                   | Margarine                                      |
| Mère Vitamine                                  | Viridiflora                                    | Sans Souci                                     | Le Roi Soleil                                  |
| Mère Vitamine                                  | Viridiflora                                    | Sans Souci                                     | Sanctimony                                     |
| Mère Vitamine                                  | Viridiflora                                    | Rose Nini                                      | Le Sancy                                       |
| Mère Vitamine                                  | Viridiflora                                    | Rose Nini                                      | Rosewood (famille 27-a)                        |